# Jörg Westerhoff
Jörg Westerhoff (* 24. Februar 1930 in der Niederlausitz; † 20. Februar 2024) war ein deutscher Politiker von Bündnis 90/Die Grünen. Von 1980 bis 1982 war er Landesvorsitzender von Bündnis 90/Die Grünen Bayern, von 1984 bis 2002 war er Stadtrat in Augsburg.

## Leben
Westerhoff war Musiklehrer am Stetten-Institut in Augsburg und am Wernher-von-Braun-Gymnasium in Friedberg. 1979 war er Mitbegründer des Kreisverbands Augsburg der Grünen; 1980 war er Delegierter der Gründungsversammlung dieser Partei. 1980 wurde er zusammen mit Eberhard Bueb und Manfred Quickert zum Landesvorsitzenden der bayerischen Grünen gewählt und hatte dieses Amt bis 1982 inne. Von 1984 bis 2002 war er Grünen-Mitglied des Augsburger Stadtrats, davon lange Zeit als Fraktionsvorsitzender seiner Partei. Viele Jahre lang war er Sprecher des Landesarbeitskreises Christinnen und Christen der Bayerischen Grünen.